# Africa (déesse)
Pour les articles homonymes, voir Africa.
Africa est un symbole — celui de l'Afrique romanisée — et une divinité d'origine libyque, connue en langue berbère sous le nom d'Ifru ou Ifri,,,, vénérée anciennement par les Berbères avant d'être aussi adoptée par les Romains et dont le nom a été latinisé en Africa ou Dea Africa,.
Pline, dans son Histoire naturelle nous indique qu'« en Afrique romaine personne n’entreprend rien sans avoir, au préalable, évoqué Africa ». Ceci donne la preuve de son existence et de son importance. D'autres écrivains ont également décrit la personnification de l'Afrique comme une « Dea » ou « divinité ».
Dans les représentations les plus courantes, l’Afrique est représentée coiffée de la dépouille d’un éléphant, tenant une corne d'abondance, devant un muid de blé. Elle a aussi pour attributs le scorpion, le lion, l'arc et le carquois,. On la trouve sur le revers de certaines monnaies, sur les pierres gravées ainsi que sur certaines mosaïques d'Afrique romaine. Ainsi, on peut voir une mosaïque à son effigie au Musée El Djem,, de Tunisie. À Timgad elle était la déesse principale du grand sanctuaire de l'Aqua Septimiana Felix où elle était adorée en tant que Dea Patria (déesse de la patrie).
L'écrivain J.A. Maritz s'est demandé si la personnification d'Africa a jamais été considérée comme une « Déa » ou « divinité » par les Romains ou qui que ce soit d'autre. D'après lui, les images iconographiques de « Dea Africa » avec la dépouille d'éléphant sont uniquement des icônes représentant l'Afrique. C'est sans doute pour cette raison que, ni Pline ni aucun auteur après lui, n'a jamais employé le mot « Dea » en parlant d'elle. En outre, aucune inscription dans ce sens n'a jamais été trouvée. Si l'on se réfère aux autres divinités romaines, elles portent le préfixe « Déa » dans les textes et sur les inscriptions. Les Romains avaient déjà leur déesse de la fertilité et de l'abondance, dixit Maritz. Nul besoin d'une déesse qui endosserait le même rôle.
Houghtalin propose une théorie différente qui suggère que l'iconographie romaine était basée sur les pièces du roi Ibaras de Numidie, ancien royaume berbère vaincu par l'armée romaine à Pompey au Ier siècle av. J.-C.. Selon Ida Ostenberg, si Houghtalin a raison, c'est à travers Pompey qu'est venue la personnification d'Africa dans l'imaginaire romain.

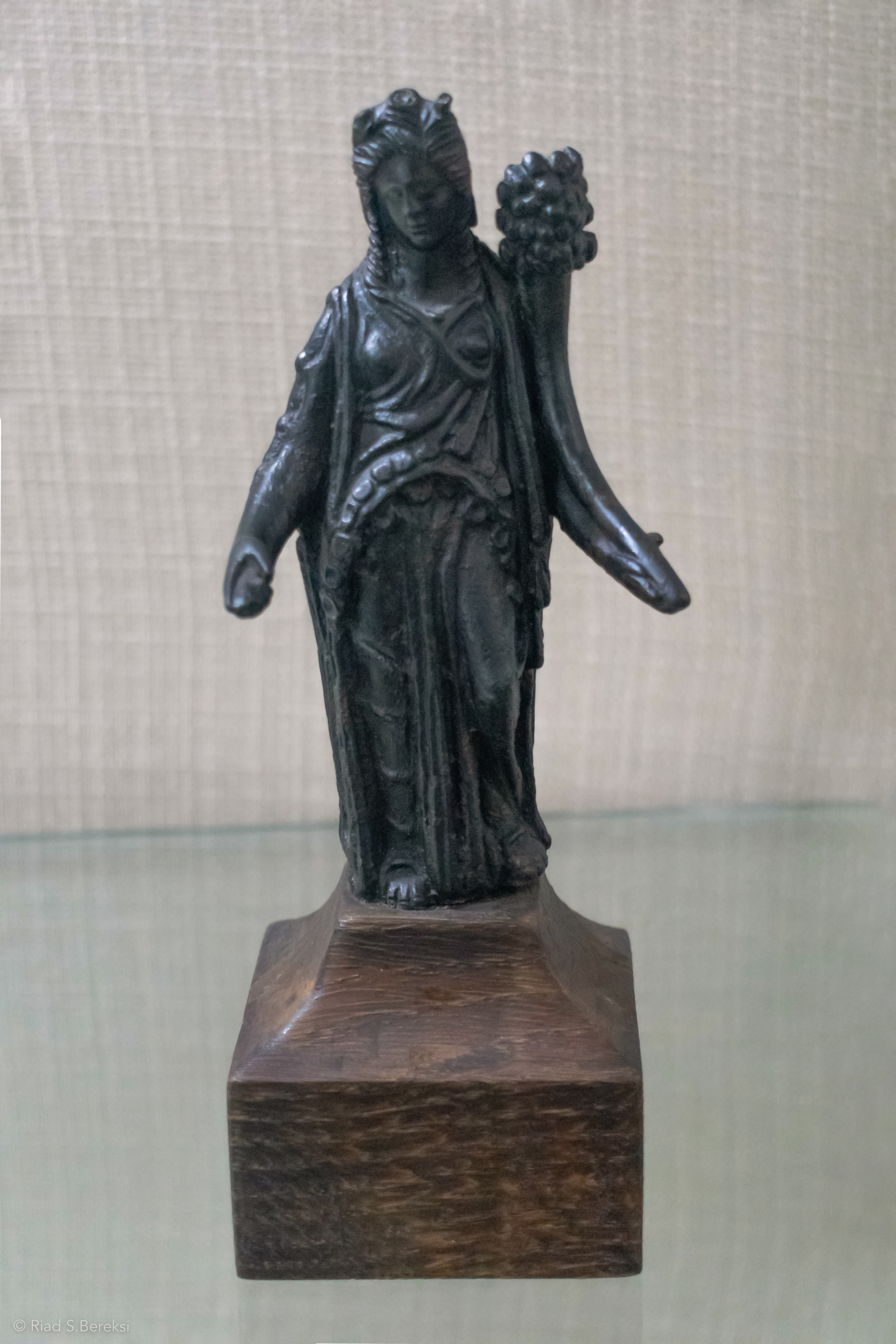
Statuette de la déesse Africa.
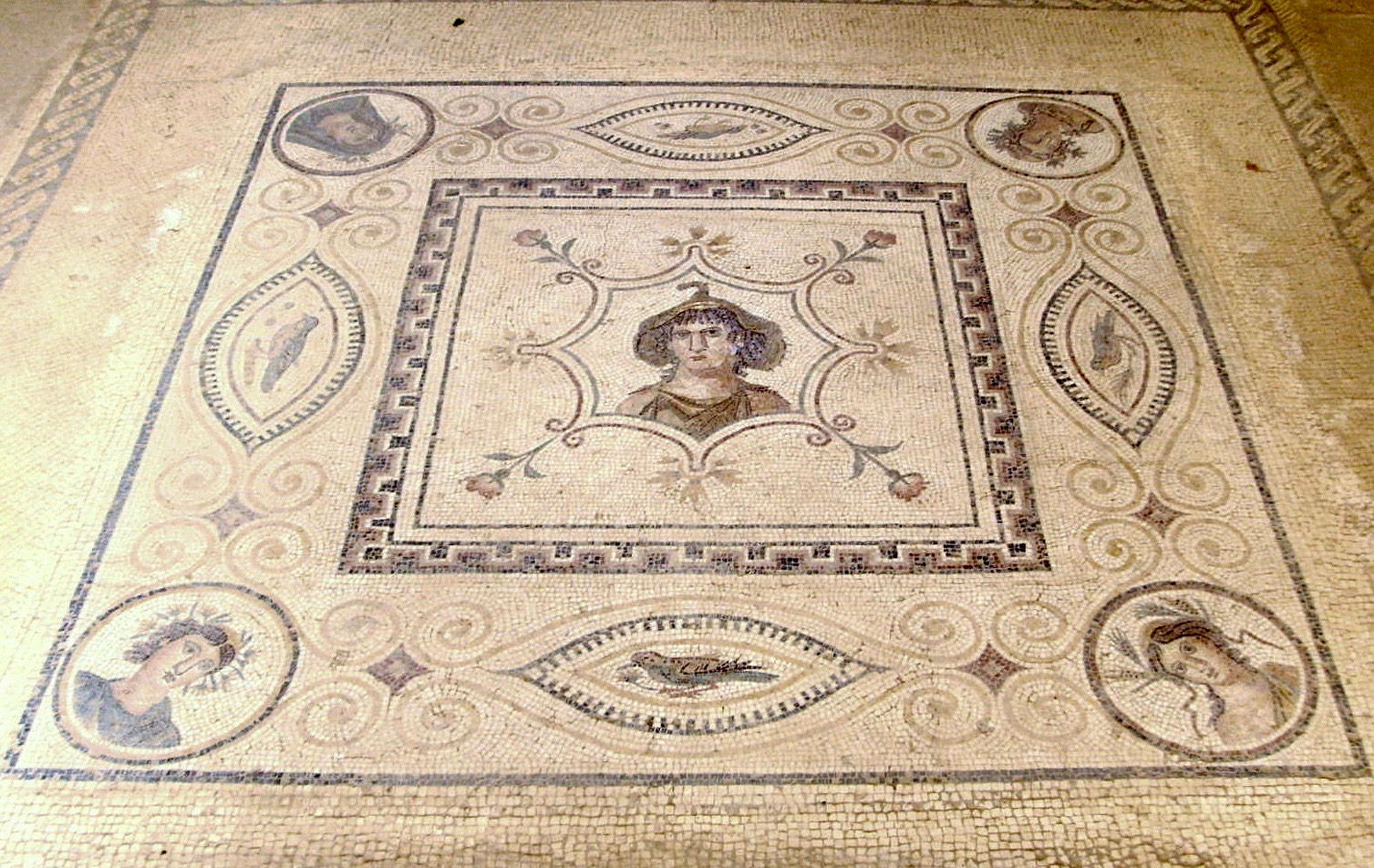
Mosaïque représentant Africa entourée des quatre saisons - Musée El Djem (Tunisie).
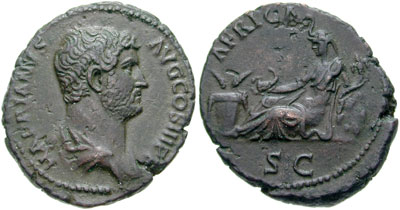
Monnayage d'Hadrien avec représentation d'Africa.

## Voir également
- Bona Dea
- Cérès (mythologie)
- Leticia
- Libera (mythologie)
- Ops
- Terra ou Tellus
- Vestale